# I Believe in Love Again
I Believe in Love Again è un singolo di Peggy Gou e Lenny Kravitz pubblicato l'8 novembre 2023 come estratto dall'album in uscita I Hear You.

## Contenuto
Lenny Kravitz ha avuto un ruolo rilevante nella realizzazione della parte vocale e nel testo del brano musicale. Inoltre, l'artista americano ha ideato il riff suonato dalla chitarra.

## Tracce
1. I Believe in Love Again – 2:56